# Uomini alle armi
Uomini alle armi (Men at Arms) è un romanzo di Evelyn Waugh del 1952. Il romanzo, il primo della trilogia Spada e onore, vinse il James Tait Black Memorial Prize nel 1952.

## Trama
Il protagonista è Guy Crouchback, erede di una nobile famiglia inglese cattolica in declino. Dopo aver trascorso i suoi trent'anni nella villa di famiglia in Italia, lontano dalla mondanità dopo il fallimento del suo matrimonio, decide di tornare in Inghilterra all'inizio della seconda guerra mondiale, essendo convinto che i mali striscianti della modernità, sempre più visibili nell'Unione Sovietica e nella Germania nazista, sono diventati un nemico reale e tangibile.
Cerca di arruolarsi nell'esercito, riuscendo finalmente a entrare in un reggimento vecchio ma non troppo alla moda. Studia da ufficiale e viene inviato in varie sedi in Gran Bretagna. Una delle missioni ricorrenti consiste nell'imbarcare e sbarcare da navi e treni che non vanno da nessuna parte. Crouchback incontra il brigadiere Ben Ritchie-Hook, un mangiatore di fuoco e Apthorpe, un collega molto eccentrico. Prima di essere inviato in servizio attivo, prova a sedurre Virginia, con la certezza che la Chiesa cattolica la considera ancora come sua moglie, ma lei lo rifiuta.
Lui e Ben Ritchie-Hook si trovano coinvolti nella battaglia di Dakar nel 1940. Apthorpe muore a Freetown, presumibilmente a causa di una malattia tropicale. Quando si scopre che Guy gli aveva dato una bottiglia di whisky durante una sua visita in ospedale, Guy viene mandato a casa: viene implicato che la malattia di Apthorpe, fosse in realtà un'insufficienza epatica causata dall'alcol.

## Edizioni
- Evelyn Waugh, Uomini alle armi, traduzione di Maria Albertoni Pirelli, Milano, Bompiani, 2012,  p. 380, ISBN 978-88-452-7059-8.